# Yebel Ajdar (Libia)

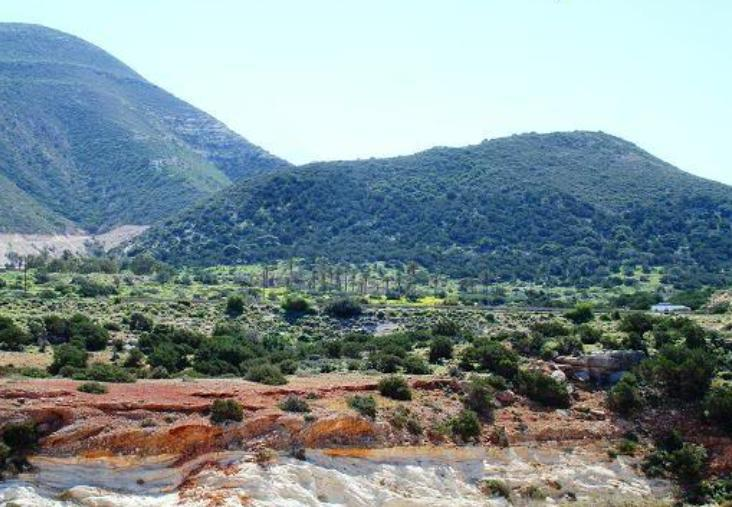
Aspecto del Yebel Ajdar libio

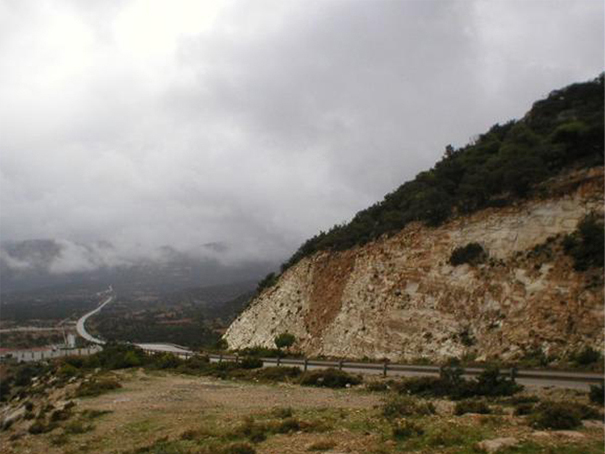
El Yebel Ajdar es la región más húmeda de Libia. La precipitación anual media es de entre 400 y 600 milímetros.

El Yebel Ajdar o Montaña Verde (en árabe: الجبل الأخضر‎: al-Jabal al-Akhḍar, en lenguas bereberes: ⴰⴷⵔⴰⵔ ⴰⵣⴳⵣⴰⵡ) es un altiplano feraz y arbolado del noreste de Libia. Se extiende por los modernos distritos libios de Derna, Yabal al Ajdar y Marj.

## Geografía
El Yebel Ajdar lo forman una altiplanicie montañosa que alcanza los 900 m.s. n.  m. y los diversos valles y uadis que la surcan. Se sitúa en la zona noroccidental de la península que se interna en el mar Mediterráneo, con el golfo de Sidra al oeste y el mar Levantino al este. Se extiende desde Bengasi hacia el este casi hasta Derna, siguiendo la línea litoral durante unos 330 kilómetros. La erosión y los depósitos hacen que la distancia a la costa varíe: en algunos puntos está junto a ella y forma acantilados, mientras que en otros dista hasta dieciséis kilómetros de ella. El plegamiento que formó la cordillera se produjo durante el Mioceno.
La región es una de las escasas zonas arboladas de Libia, uno de los países con menos superficie forestal del mundo. Es la parte más húmeda del país: tiene una precipitación anual de 600 mm. Esta gran precipitación favorece el crecimiento de los bosques, en los que abunda el madroño, y los cultivos de fruta, patata y cereal, algo poco habitual en una nación tan árida como Libia. También existe pastoreo de camellos, cabras y ovejas, tanto en la propia meseta como en sus alrededores; los pastores de la zona suelen ser nómadas.

## Flora

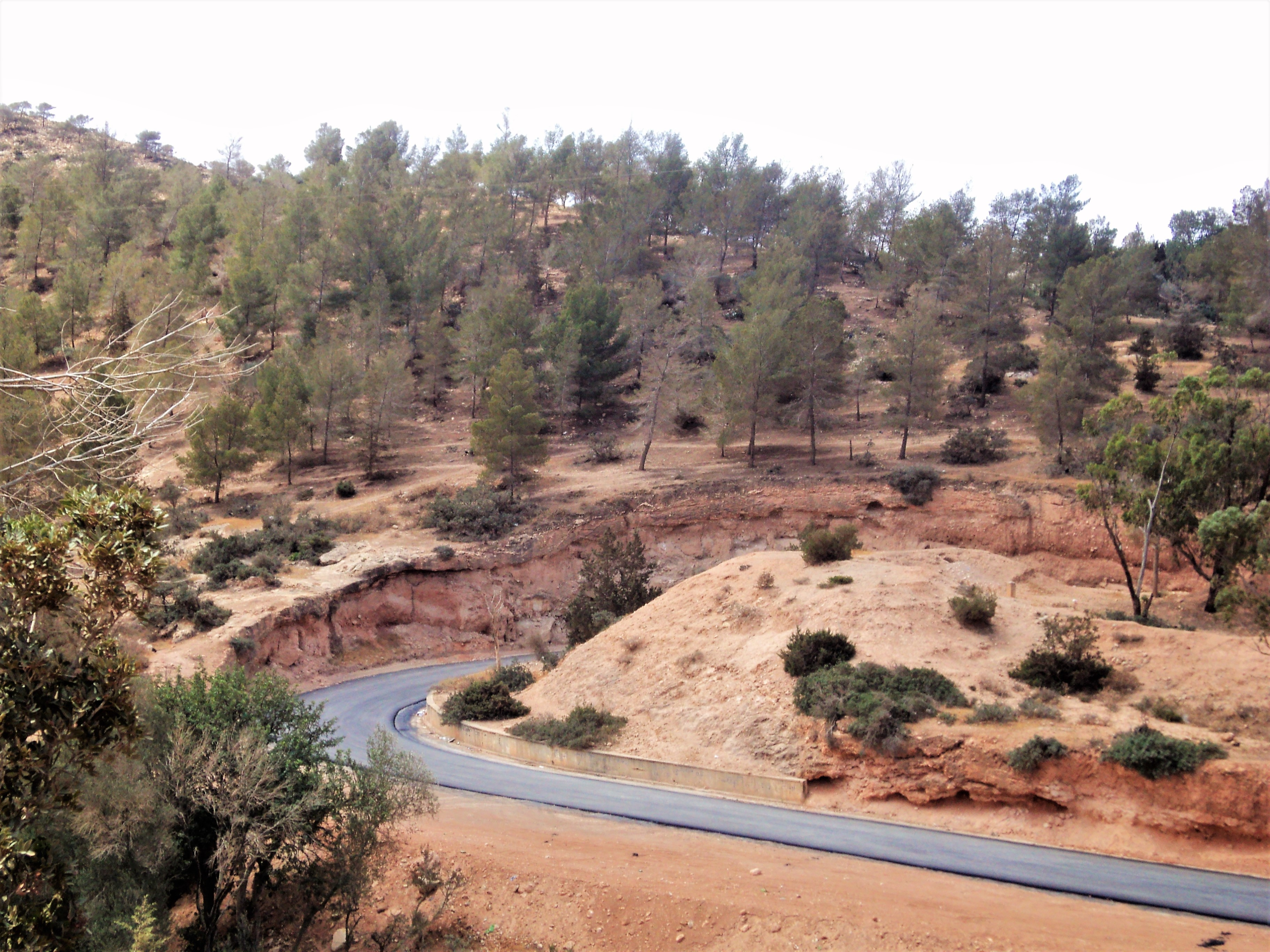
Los bosques claros de la comarca de la sierra de Al-Bakur, en el Yebel Ajdar

La región tiene unos 3200 km² de bosques, a diferencia de gran parte del país, que carece de árboles; alrededor de un tercio de los bosques originales han sido talados para dedicar la tierra a la agricultura. Existen también amplias zonas de monte bajo y vegetación esteparia. Especies típicas de estas tierras de monte bajo son la sabina negral (juniperus phoenicea), el lentisco (pistacia lentiscus), el chaparro (quercus coccifera) y el algarrobo (ceratonia siliqua). En las tierras esteparias, más secas, predominan el asfódelo (asphodelus ramosus), la pimpinela espinosa (sarcopoterium spinosum) y la ontina (artemisia herba-alba). Más de la mitad de las plantas endémicas de Libia están en el Yebel Ajdar y siete de ellas solo crecen en este altiplano: Arbutus pavarii, Arum cyrenaicum, Bellis sylvestris var. cyrenaica, Cyclamen rohlfsianum, Cynara cyrenaica, Onopordum cyrenaicum y Romulea cyrenaica.

## Historia

### Antigüedad
Los documentos del Imperio Nuevo de Egipto indican que al oeste vivían grandes grupos de orfebres que habitaban en ciudades y tenían abundante ganado. La única ubicación plausible para estos «libios» mencionados en los textos egipcios es el Yebel Ajdar.
La antigua colonia griega de Cirene, de la que quedan ruinas, estaba en un feraz valle del Yebel Ajdar. Fueron los griegos quienes introdujeron la agricultura en la región cuando colonizaron sus valles en torno al 600 a. C.

### Ocupación italiana
La Administración italiana consideró la región como propicia para la agricultura y muchos italianos se asentaron en lella en la década de 1930. La colonización se detuvo durante la Segunda Guerra Mundial; durante la contienda muchos pueblos y granjas fueron abandonados y luego ocupados por la población libia. Las tropas británicas y las del Eje disputaron varias batallas notables en el altiplano durante el conflicto mundial.

### Oposición la colonización italiana
El dirigente libio Omar Mujtar utilizó el terreno arbolado en sus acciones de oposición a la Administración colonial italiana durante más de veinte años.